# قبئيات
القبئيات (باللاتينية: Poales) رتبة نباتية من صف أحاديات الفلقة أهم فصائلها الفصيلة النجيلية.

## معرض صور

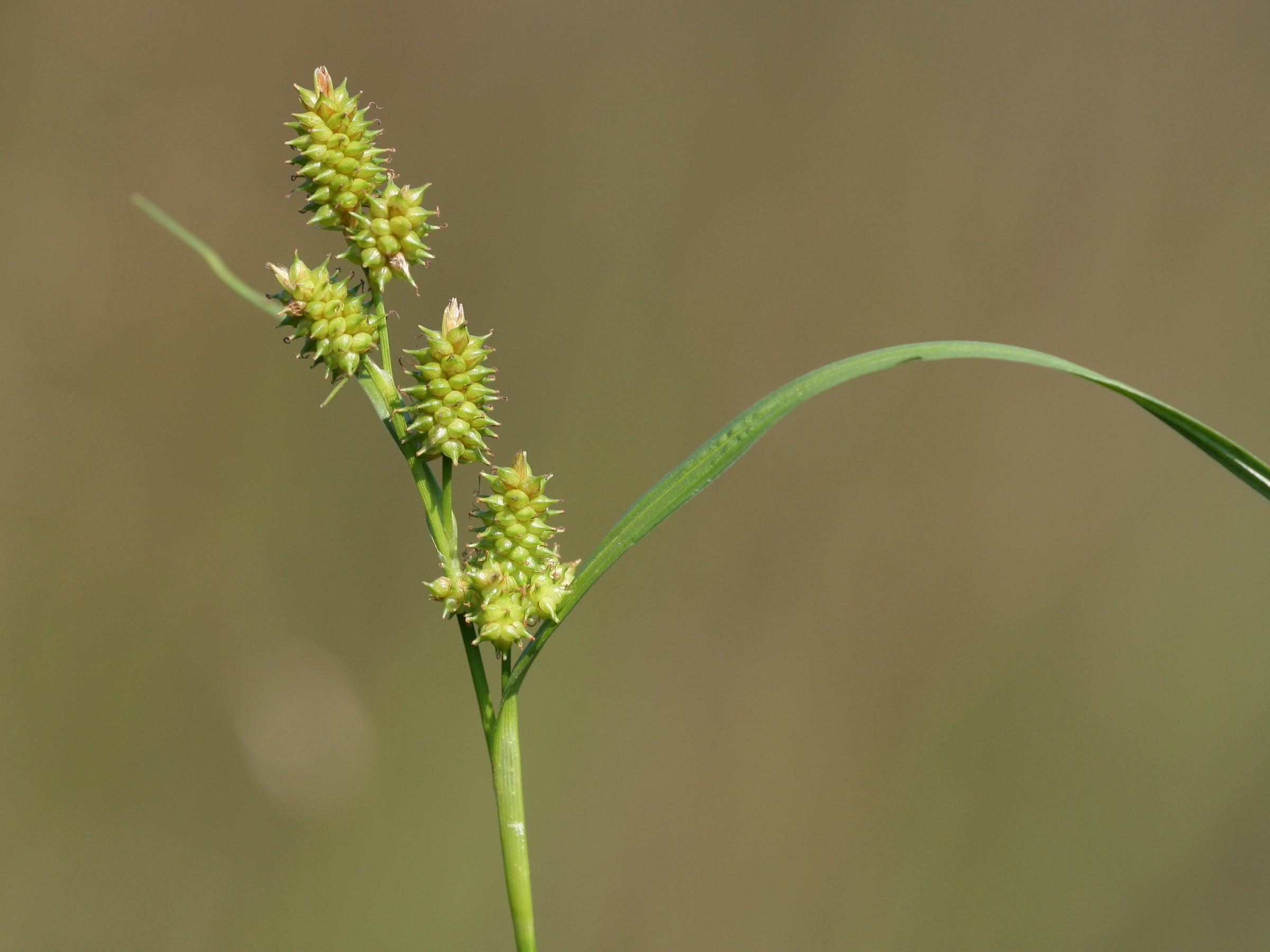
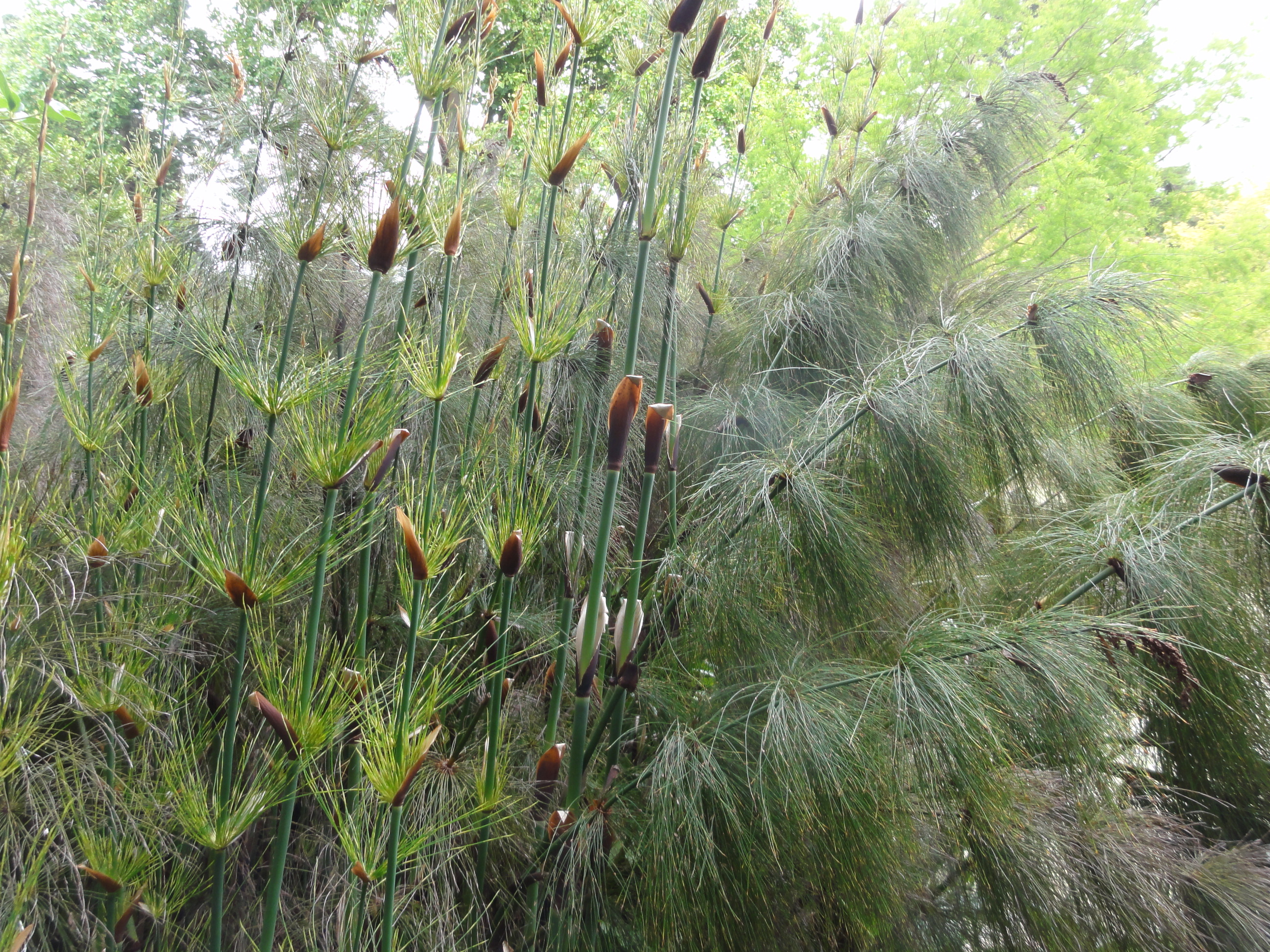
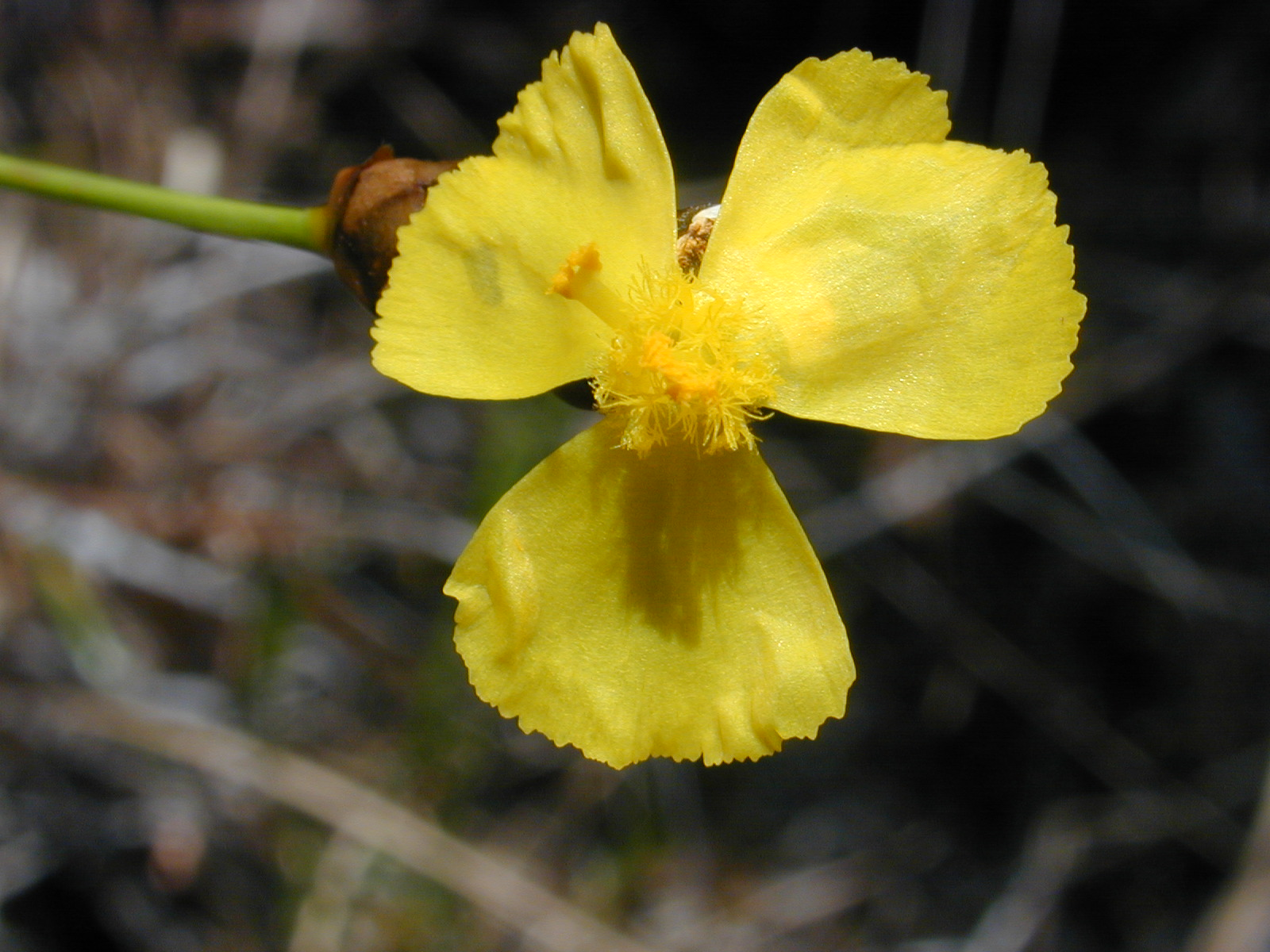

## الفصائل
- النجيلية
- الرستيونية
- البوطية
- الزيرونية